# Grenadines sogn
Grenadines sogn er et af seks sogne på Saint Vincent og Grenadinerne. Sognet udgør alle øerne, undtagen Saint Vincent.
13°01′N 61°14′V / 13.02°N 61.23°V